# Montevideo Estación Central General Artigas

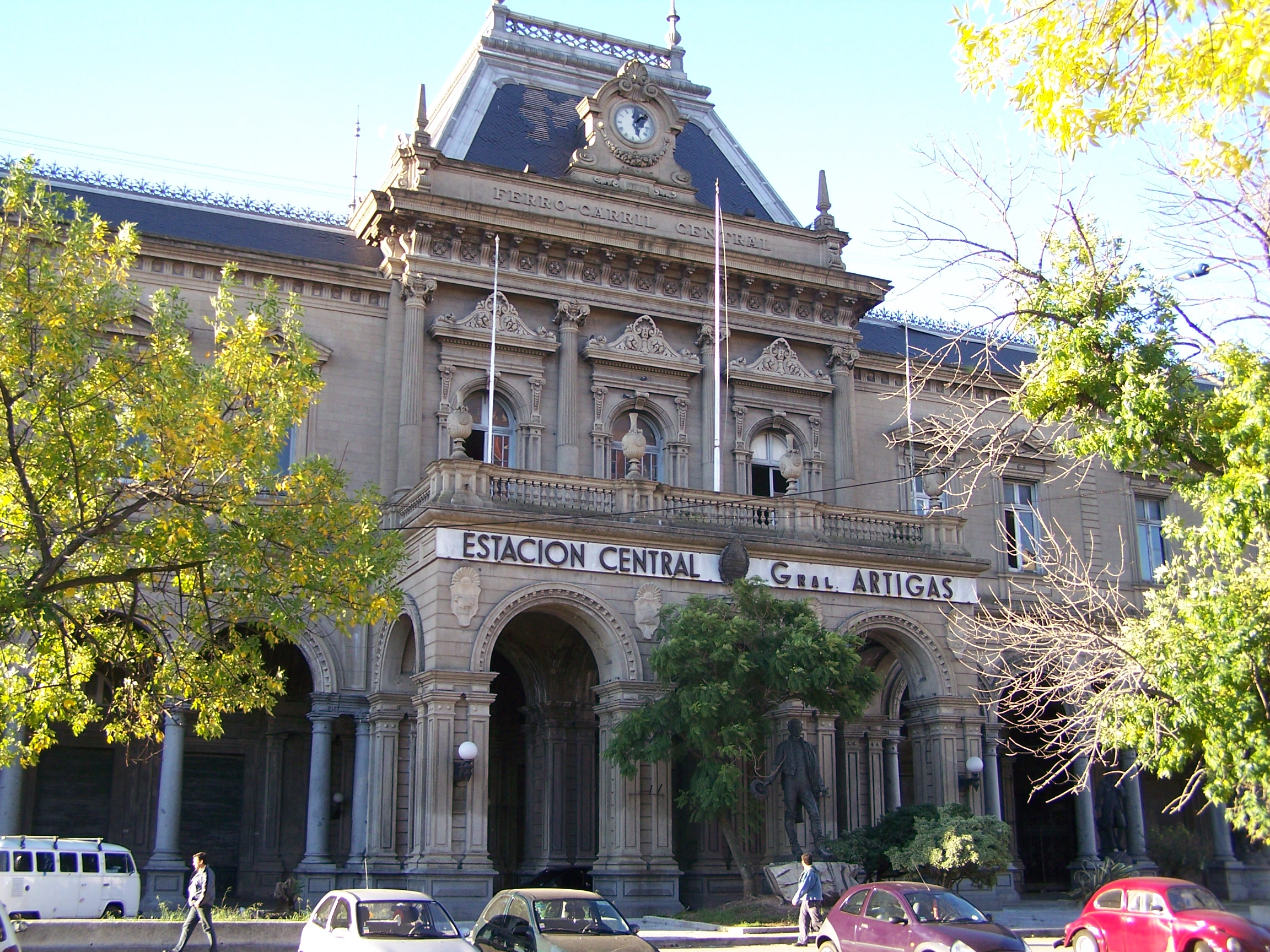
Der Bahnhof Estación Central General Artigas in Montevideo

Der Bahnhof Estación Central General Artigas war der Hauptbahnhof der uruguayischen Hauptstadt Montevideo. Nach verschiedenen kleineren Bahnhöfen im Umfeld des heutigen Bahnhofes wurde der Bau des italienischen Architekten Luis Andreoni am 15. Juli 1897 in Betrieb genommen. Bedingt durch das Urbanisierungskonzept Plan Fénix wurde der Bahnhof zum 1. März 2003 stillgelegt und durch einen wesentlich kleineren Bahnhof 500 Meter weiter nördlich ersetzt. Es folgte ein 15 Jahre andauernden Rechtsstreit, der sowohl die Umnutzung des Geländes, wie auch die Wiederinbetriebnahme des Bahnhofs verhinderte. Das denkmalgeschützte Gebäude war auch noch 2022 ungenutzt.

## Geschichte

### Vorgänger
Den ersten Bahnhof erhielt Montevideo im Jahr 1871, nachdem die erste uruguayische Eisenbahnstrecke zwischen Las Piedras und Bella Vista (heute Bahnhof Lorenzo Carnelli, inzwischen nach Montevideo eingemeindet) zum 16. Juli bis in die Innenstadt von Montevideo verlängert wurde. Die erste Eisenbahnstrecke selbst war bereits zwei Jahre vorher, am 1. Januar 1869, zwischen den beiden Bahnhöfen eröffnet worden. Der Bahnhof befand sich an der Straßenkreuzung Sur-Oeste de Orillas del Plata (heute Calle Galicia) und Calle del Río Negro.
Der erste Gebäude wurde im Jahr 1874 durch einen zweistöckigen Neubau in der Calle Río Negro (zwischen der heutigen Calle La Paz und Calle Valparaíso) ersetzt, da erst in diesem Jahr die Eisenbahnstrecke in ihre endgültige Lage gelegt wurde. Der Bahnhof besaß zur heutigen Calle Paraguay einen Güterbahnsteig und einen einzigen Bahnsteig für Personenzüge.

### Eröffnung des Neubaus

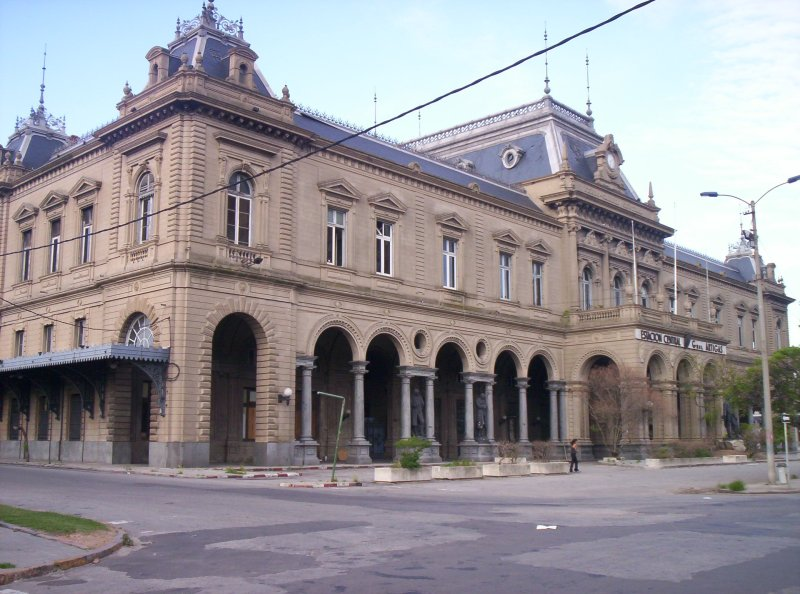
Eckansicht in Richtung Nordosten

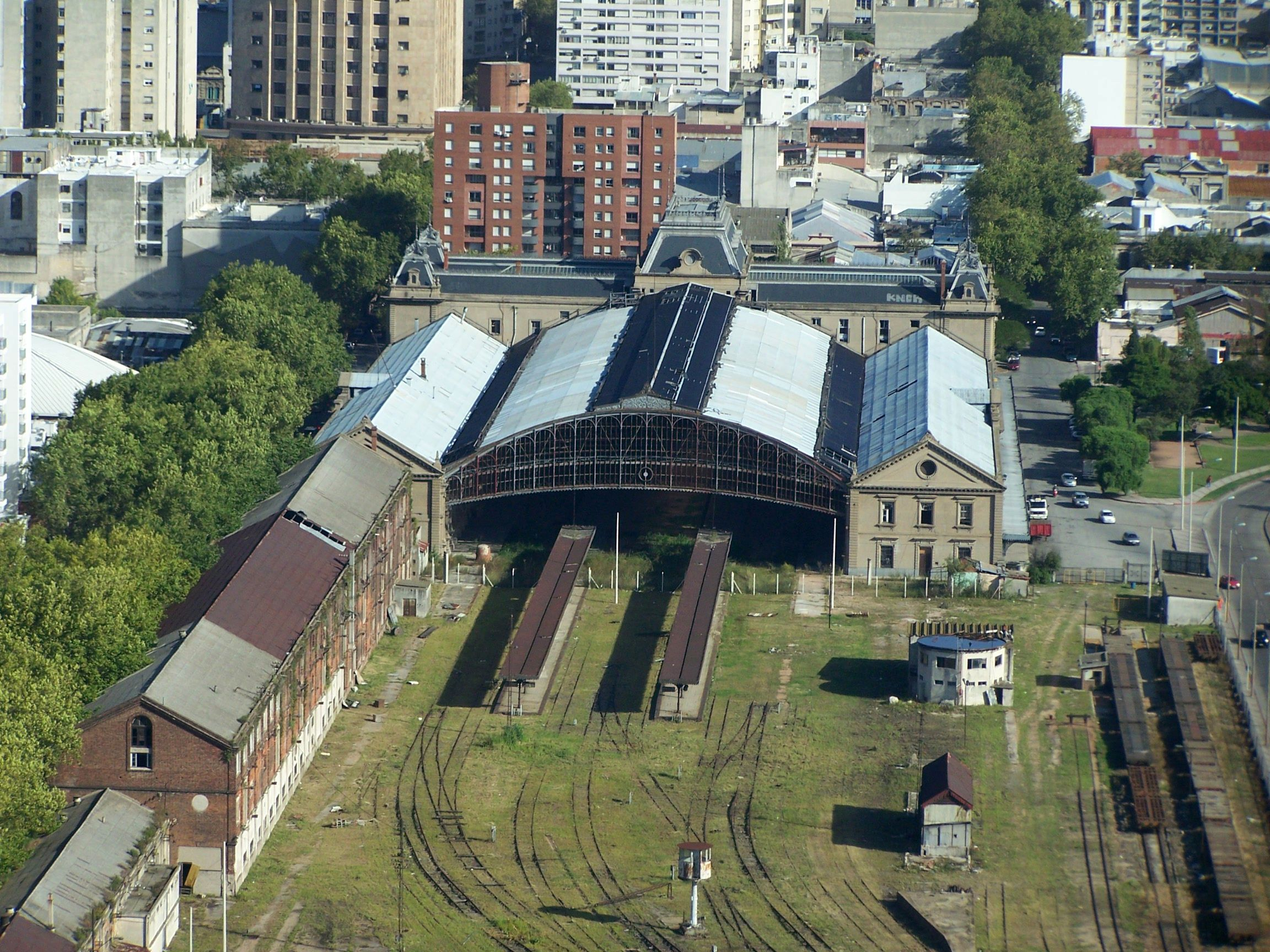
Der Bahnhof vom Torre de las Telecomunicaciones aus gesehen

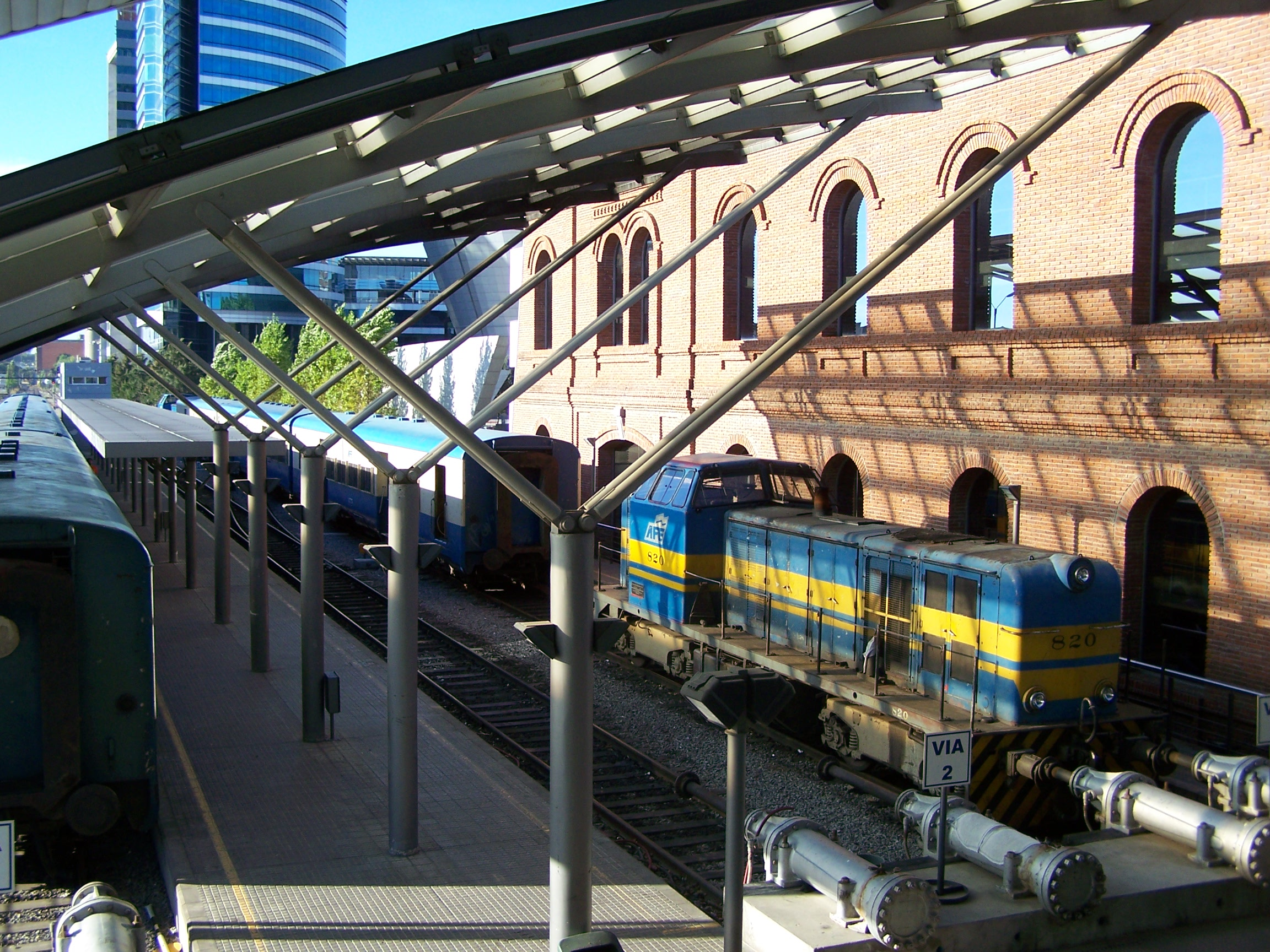
Der neue Hauptbahnhof Montevideos

Am 14. Dezember 1891 wurde das Bahnhofsgebäude durch einen Brand vollständig zerstört. Daraufhin beschloss die Central Uruguay Railway (CUR, Spanisch: Ferrocarril Central), am gleichen Ort einen neuen Bahnhof zu errichten. Die Eisenbahngesellschaft beauftragte den Architekten Luis Andreoni mit dem Bau. Die Arbeiten begannen dafür 1892, am 27. August 1893 wurde der Grundstein für das neue Bahnhofsgebäude gelegt. Andreoni entwarf einen Kopfbahnhof nach europäischem Vorbild im eklektizistischen Stil mit einem Querriegel sowie zwei parallel zu den Gleisen liegenden Bahnhofsflügeln. Das 47 Meter mal 120 Meter große Hallendach des Bahnhofs wurde nicht komplett verglast, sondern größtenteils mit Zinkplatten gedeckt. Am 23. Juni 1897 eröffnete die CUR feierlich den Bahnhof, den Zugbetrieb nahm die Eisenbahngesellschaft am 15. Juli desselben Jahres auf. 1930 zogen die Fahrkartenschalter, die sich zu dem Zeitpunkt weiterhin außerhalb des Bahnhofes in der Calle Río Negro befanden, in die große Bahnhofshalle, nachdem ein Großrestaurant ausgezogen war.
Am 31. Januar 1949 wurde der Verstaatlichung der uruguayischen Eisenbahnen durch eine Gedenktafel im Bahnhof gedacht, bevor diese 1952 mit der Vereinigung der CUR und der Ferrocarriles y Tranvías del Estado (FTE) zur Administración de Ferrocarriles del Estado (AFE) abgeschlossen werden konnte. 1955 benannte die uruguayische Staatsregierung den Bahnhof, der bis dahin einfach Estación Central hieß, zu Ehren des Nationalhelden Uruguays, José Artigas, in Estación Central José Artigas um. 1974 wurde dies in Estación Central General Artigas geändert.
Mit dem Beschluss 1097/975 vom 8. Juli 1975 wurde der Bahnhof als Nationaldenkmal (Monumento Histórico Nacional) mit der Nummer 019-139.
Mit der Aufnahme des Expresszug-Betriebs mittels der Ganz-Mavag-Züge wurde auch die Bahnsteighalle 1977 modernisiert.

### Schließung
Nachdem am 2. Januar 1988 alle Reisezüge eingestellt worden waren, nutzte die AFE die Bahnsteighalle für verschiedene Ausstellungen, während die Verwaltungsbüros und der Güterbahnhof weiterhin in gewohntem Maße genutzt wurden. Nachdem 1991 erste Sonderzüge in verschiedene Teile des Landes fuhren, begann am 25. August 1993 ein Regionalverkehr zwischen dem Hauptbahnhof und 25 de Agosto.

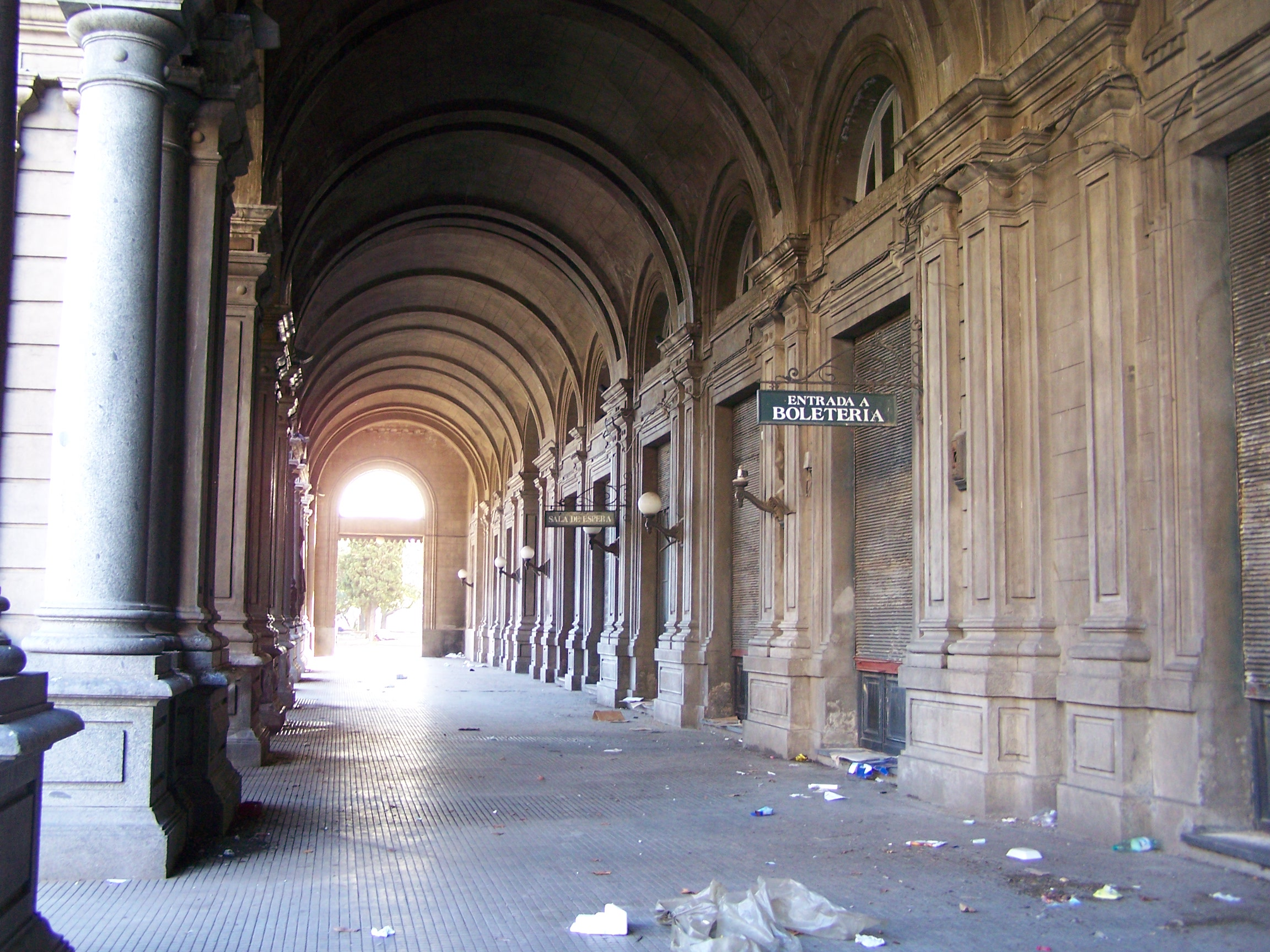
Galerie

1996 wurde ein Teil des Güterbahnhofs an die ANTEL verkauft, die auf dem Gelände den Torre Antel errichtete. 1998 verkaufte der Staat den Bahnhof an die Banco Hipotecario del Uruguay (BHU). Diese wollte das Gelände in das urbanen Bebauungskonzept Plan Fénix einbeziehen, das den nördlichen Teil des Zentrums um den Hauptbahnhof umfasste und durch die Sociedad Anonima Desarrollos Urbanísticos Fénix (SADUF), eine Tochtergesellschaft der BHU, umgesetzt werden sollte. Das Empfangsgebäude sollte in ein kulturelles Einkaufszentrum umgebaut werden und Teile des vorhandenen Güterbahnhofs in einen Großsupermarkt. Der Auftrag zum Bau des Plan Fénix wurde im September 2001 von SADUF an Glenby vergeben. Dies war das einzige Bauunternehmen, das auf den Auftrag geboten hatte – es hatte bereits mehr als ein Drittel aller Bauvorhaben der BHU realisiert. Die Bank verpflichtete sich, das Gelände für 7,8 Mio. Dollar von der AFE zu übernehmen, Dächer und Fassaden für 2,1 Mio. Dollar zu renovieren und einen Ersatzbahnhofes 500 Meter weiter nördlich des bestehenden Empfangsgebäudes zu bauen, weil der Plan Fénix keinen Eisenbahnverkehr im Hauptbahnhof mehr vorsah. Der Bau des Ersatzbahnhofes mit drei Bahnsteiggleisen begann bereits 1999, war aber aufgrund zahlreichen Baumängeln und Verzögerungen nicht zeitgerecht fertig, sodass er erst am 1. März 2003 in Betrieb genommen werden konnte. Auch die Verwaltung der AFE musste das Empfangsgebäude räumen, damit Gebäude und Gelände an Glenby übergeben werden konnten. Diese weigerte sich, die Übergabe zu akzeptieren, weil sich zum Zeitpunkt der Übergabe noch Züge und anderes Material der Bahn auf dem Gelände befanden. Aufgrund der verspäteten Übergabe kam es zu einem Zahlungsausfall, sodass der Vertrag zwischen SADUF und Glenby im Februar 2003 beendet wurde. Daraufhin verklagte die BHU das Bauunternehmen wegen Vertragsverletzung und umgekehrt Glenby die Bank auf Schadenersatz für entgangene Einnahmen. Aufgrund der uruguayischen Bankenkrise 2002 wurde der Plan Fénix nicht weiter umgesetzt.
Die Schließung des alten Bahnhofs zog zahlreiche Nachteile mit sich. Zum einen entgingen dem Bahnverkehr aufgrund der erheblich größeren Distanz zum Zentrum mehr als 100 000 Fahrgäste pro Jahr, anderseits mussten für die Verwaltung der AFE neue Räumlichkeiten angemietet werden. Der Güterverkehr zum Hafen von Montevideo wurde kostspieliger, seitdem der Vorbahnhof nicht mehr zum Abstellen von Güterwagen genutzt werden konnte. In Carnelli ungefähr 2,5 km nördlich des Bahnhofs gab es zu wenig Abstellgleise, sodass die Züge entweder in Manga 16 km vom Hafen entfernt oder an anderen Bahnhöfen im Landesinneren zurückgehalten werden mussten.
Um die öffentlichen Interessen trotz des Rechtsstreites zwischen BHU und Glenby zu wahren, leitete das Ministerium für Verkehr und öffentliche Arbeiten 2008 die Enteignung des Vorbahnhofs ein, damit dieser wieder für den Hafen genutzt werden konnte. Im Februar 2007 wurde er wieder an das nationale Eisenbahnnetz angeschlossen und ab Ende 2008 wieder zum Abstellen von Güterzügen genutzt. Bis im März 2010 standen wieder vier Gleise zur Verfügung. Nachdem die BHU im April 2010 in zweiter Instanz den Rechtsstreit mit Glenby verloren hatte, wurde die SADUF vom Gericht zur Herausgabe des Bahnhofs gezwungen, was dazu führte, dass auch für den Bahnhof ein Enteignungsverfahren eingeleitet wurde. Glenby war ohnehin nicht mehr am Bahnhof interessiert, sondern zielte einzig auf eine Entschädigung für den durch die Verzögerung entgangenem Gewinn ab. Die Schadenersatzforderung belief sich 600 Mio. Dollar. Der Staat bot eine viel kleinere Summe an, die aber von Glenby nicht akzeptiert wurde, die nun auch die Herausgabe der Vorbahnhofs zum Erstellen eines Wohnkomplexes verlangte. Im Juni wurde das Areal des Vorbahnhofs als Installationsplatz der Baustelle für die Pier C des Hafens genutzt. Im November 2011 wurde wegen der Rechtsstreitigkeiten die vier sanierten Gleise des Vorbahnhofs wieder außer Betrieb genommen und der Zugang mit einem Prellbock versperrt. Das Gericht lehnte im August 2014 die Klage von Glenby ab, mit der Begründung, dass die Schadenersatzforderungen von einer Milliarde Dollar überhöht seien und weder zu leistende Steuerzahlungen noch die wirtschaftliche Entwicklung berücksichtigen würden. Das Urteil wurde im März 2015 in zweiter Instanz und im Oktober desselben Jahres vom Obersten Gericht Uruguays bestätigt.

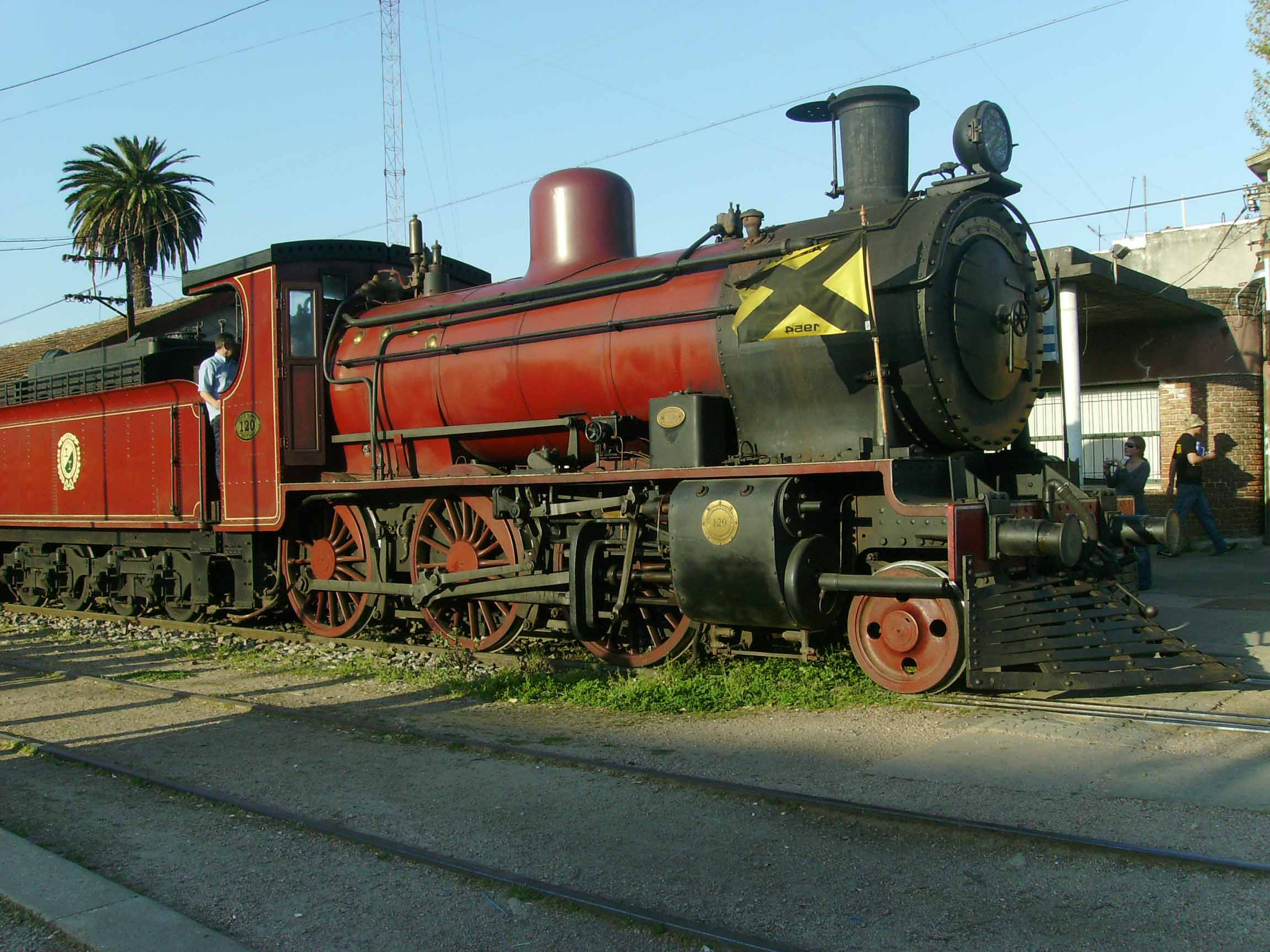
Beyer-Peacock-Dampflokomotive Nr. 120

2018 gelangte der Bahnhof wieder in Staatsbesitz, nachdem der jahrelanger Rechtsstreit beigesetzt wurde. Das Empfangsgebäude wurde erstmals während des Tags des Denkmals im Oktober der Öffentlichkeit zugänglich gemacht. An derselben Veranstaltung ein Jahr später erreichte seit 2003 ein erstes Mal ein Personenzug wieder die Bahnsteige der Estación Central. Die Beyer-Peacock-Dampflokomotive Nr. 120 der Asociacion Uruguaya Amigos del Riel (AUAR) fuhr mit zwei Personenwagen unter dem Jubel der Anwesenden in die Bahnsteighalle ein. In Vorbereitung wurden Reparaturen im Gleisfeld ausgeführt und der Prellbock an der Zufahrt entfernt.
Eine Bürgervereinigung kämpft für eine Reaktivierung des Bahnhofes, konnte sich jedoch bisher nicht mit ihrem Anliegen durchsetzen. Verschiedene Pläne zur Wiedernutzung des Bahnhofes, unter anderem als Sitz des uruguayischen Intendentenkongresses, scheiterten bisher. Von zahlreichen Seiten wird die Verwahrlosung des ehemaligen Hauptbahnhofes der uruguayischen Hauptstadt als symptomatisch für den Zustand des Eisenbahnnetzes in Uruguay gesehen.

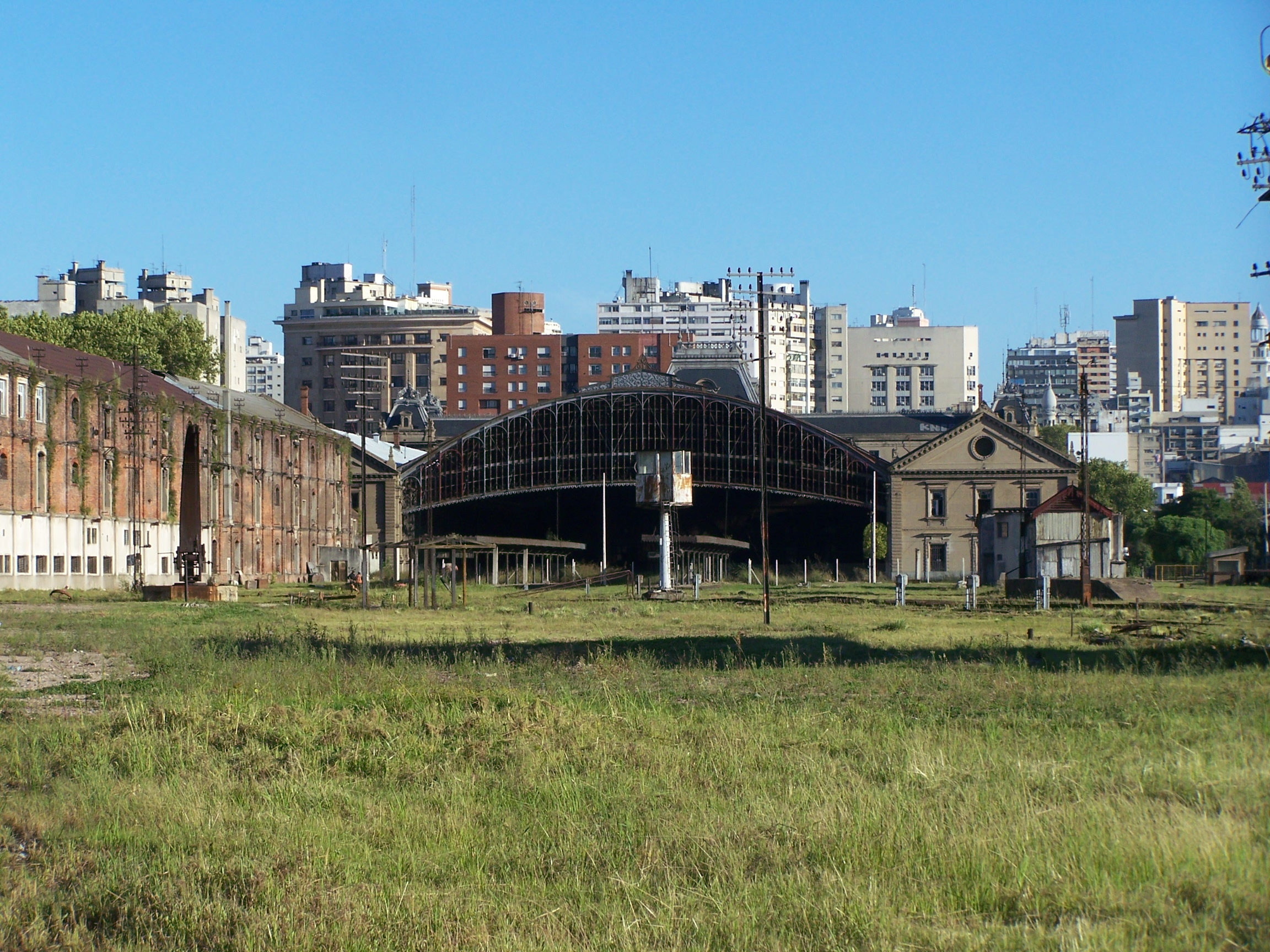
Der ehemalige Hauptbahnhof von Norden, im Hintergrund liegt die Bahnsteighalle